# Kantavtor
Kántávtor je v glasbi izvajalec lastnih skladb, torej skladatelj, besedilopisec in pevec hkrati. Kantavtorji so se v svetu pojavili v 1960-tih v Sloveniji pa v 1970-tih. Tipični kantavtor nastopa kot solist (pevec), hkrati pa igra tudi na kitaro.
Znani tuji kantavtorji so Woody Guthrie, Muddy Waters, Georges Brassens, Jacques Brel, Jackson Browne, Joni Mitchell, Carly Simon, James Taylor, Bob Dylan.

##### Domači kantavtorji
- Adi Smolar
- Aleksander Jež
- Aleksander Mežek
- Alenka Pinterič
- Andrej Ikica
- Andrej Šifrer
- Andrej Trobentar
- Bojan Drobež
- Boštjan Gartner
- Boštjan Pertinač
- Drago Mislej - Mef
- Dušan Uršič
- Iztok Mlakar
- Jernej Mažgon - Jerry
- Jani Kovačič
- Katarina Avbar
- Lado Leskovar
- Marjan Smode
- Marko Brecelj
- Marko Grobler
- Mateja Koležnik
- Milan Kamnik
- Milan Pečovnik - Pidži
- Neca Falk
- Peter Andrej
- Peter Lovšin
- Peter Dirnbek
- Peter Meze
- Boštjan Narat
- Janko Narat (Jenki)
- Matej Krajnc
- Tomi Lorber
- Iztok Novak - Easy
- Martin Ramoveš
- Tadej Vesenjak
- Tomaž Domicelj
- Tomaž Pengov
- Blaž Pentek
- Matjaž Romih
- Žiga Rustja
- Vlado Kreslin
- Ziebane
- Zoran Predin
- Zvone Tomac
- Željko Jugovič-Žeži